# Same old story
Same Old Story 20年目の訪問者（英：Same Old Story: A Trip Back 20 Years）は、2008年に公開された日本のドキュメンタリー映画。
主演は日本のミュージシャンであるチープ広石。彼に関するインタビューや過去20年を描いた作品。
「ニューヨーク国際インディペンデント映画・ビデオ祭」最優秀国際音楽ドキュメンタリー賞受賞作。

## あらすじ
広石はLOOK所属時の20年前にアルバムを録音した場所であるコーヴ・シティ・サウンド・スタジオ（CCSS）を訪れるためにニューヨークを訪れる。そこで彼は再びCCSSのオーナーであるリッチー・カナタと出会う。リッチーはマンハッタンのカッティング・ルームで行われるライブのジャムセッションに彼を招待した。そこで、彼らはサックスを演奏をすることに。

## 概要
今作は音楽とインディペンデントミュージシャンへの愛に触発された日本のグラフィックデザイナー・弥藤邦生によって制作された。
2008年9月22日にニューヨークで行われた「国際インディペンデント映画・ビデオ祭」で最優秀国際音楽ドキュメンタリー賞を受賞した。

## 出演
- 主演：チープ広石
- ナレーター：北埜うさぎ
- インタビュー：田山和子、山口佳克、大崎友美、丸田民男
- 特別出演：Richie Cannata、広石和音

## スタッフ
- ディレクター：弥藤邦生
- 撮影：元起丈晴、山口佳克
- 編集：細矢洋平、藤井隆弘
- サウンド・エンジニア：岸本宗哲
- 音楽：チープ広石
- プロデューサー：福迫隆夫